# Klaas
Klaas Gerling (nacido el 3 de enero de 1981 en Colonia, Alemania), conocido como Klaas, es un DJ y productor alemán de electro house surgido de los clubes nocturnos de Colonia en Alemania. Trabaja con Micha Moor bajo el sello Scream & Shout. Ha mezclado para artistas como Global Deejays, Armand Van Helden, Eddie Thoneick, DJ Antoine y Michael Mind, entre otros. En 2009, publicó "How Does It Feel", remix de Infinity. Klaas remezcló "What Is Love" de Haddaway (What is Love 2K9).
En los 90's: debutó con varias versiones y se acercó a la ambición de mezclar sonidos. Poco después, la mentalidad abierta, basada en Colonia, avanzó al electro house con un sonido que produce su primer vinilo electro -Slip & Slide con Micha Moor editado por la discográfica Scream y Shout, que allanó el camino directamente en la lista de reproducción de reputados DJ y celebridades del género. A partir de entonces, no había manera de poner fin a lo que unió su pasión.
Las emisiones en Twisted Confesión le colocaron en el Top 5 de las listas dance de Alemania. Tras varios remixes de DJs como Dr Kucho y Gregor Salto, John Morley, Chrissi D! y Jens Lissat. Junto a Sony-BMG hizo el remix de Klaas vs I’m Finn - I Love You a finales de 2006.
Su distintivo estilo electro - house también convenció a los suizos. En consecuencia, nada menos que DJ Antoine ordenó una Klaas un remix con DJ Antoine - Esta vez, se incluye dentro de la actual Egoiste recopilación.
Después de la resonancia en todo el mundo, no tardaron en llegar remixes de temas pop y dance. Solo hace unas semanas, Klaas publicó recientemente la única versión de «No Angels – Goodbye To Yesterday” » por la transformación del pop al electro house.
Sin embargo, la Colonia whiz kid es imparable: A pesar de varios remixes, entre otros, para Eddie THONEICK, Erick Decks y Aston Martínez. Entonces llegó la nueva versión de Micha Moor «Music is Dope» producida por Klaas & Micha Moor y llegó en abril.
También para su Scream&Shout coproductor de Micha Moor trabajó incluso un doble remake de la próxima novedad «Micha Moor - Space» . El «Klaas Club Mix» se convirtió en un éxito mundial y encabezó el alemán Beatport y listas Dance en el número 1 por semanas.
Por último, en noviembre de 2007 Klaas saco en solitario el sencillo «The Way» , por la que Klaas está fijando nuevos estándares. Con sus tres remixes muestra su amplia gama de variedad en el género electrohouse. A la vez en la primera semana «The Way» se colocó en el número 2 de la lista Dance de Alemana.
En 2008 lanzó una serie de reversiones de clásicos como «Guru Josh Project – Infinity 2008», «Horny United» - «Crazy Paris», o «G & G» - «My My My «. Todos estos temas estaban en el top 10 de la lista dance alemana.
Poco después de este remix de DJ Discíple - «Work it out» fue sacado al mercado. su salida fue el nombramiento en el «Beatport Music Awards 2008» en la que Klaas fue nominado como uno de los 10 mejores artistas Electro House de todo el mundo.
Para «Feel The Love» contribuyó de nuevo tres fuertes combinaciones y, por tanto, demostró una vez más su extrema flexibilidad y versatilidad como un productor Electro-House.

## Discografía

### Sencillos
- Figure Out (2019)
- Pretender (2018)
- Together (2017)
- Far Away (feat. Jelle van Dael) (2016)
- I Don't Care (2015)
- Go For It (Klaas & Mazza) (2015)
- Here We Go (Klaas & Mazza) (2014)
- Ready (Klaas & Mazza) (2014)
- Calavera (2014)
- Party like We're Animals (2014)
- Night To Remember (2013)
- Hurt will End (2013)
- Heartbeat (feat. Kim Petras) (2013)
- Storm (2013)
- Flight To Paris (feat. Kim Petras) (2013)
- We Are Free (2013)
- Proton (2012)
- Pulsar (2012)
- Andrómeda (2012)
- Wild Beast (2012)
- Engelstrommeln (2012)
- Grape (2012)
- Do what you do (2012)
- Changes (2011)
- Klaas & Bodybangers - I Like (2011)
- I'm Free (2011)
- Klaas & Bodybangers - Freak (2010)
- It's My Day (2010)
- Downtown (2010)
- Better Days (2009)
- Our own way (2009)
- Klaas meets Haddaway – What is Love (2009)
- Going Insane (House 2008)(2008)
- Feel the Love (2008)
- Make you feel (2008)
- How does it feel (2008)
- The Way (2007)
- Confession (2006)
- Get Twisted (2006)
- Whipe your ass (2006)

#### Ranking de sencillos
|                  | Francia | Suiza | Bélgica | Reino Unido | Francia Club 40 |
| ---------------- | ------- | ----- | ------- | ----------- | --------------- |
| Infinity 2008    | 1       | 1     | 1       | 3           | 1               |
| What Is Love 2K9 | 5       | —     | 9       | —           | 2               |
| Our Own Way      | 9       | —     | —       | —           | 1               |

### Remixes
- Remady - The Way We Are (Klaas Remix)
- Gala - Freed from Desire 2011 (Klaas Mix)
- Mylène Farmer - Oui Mais Non (Klaas Remix)
- Lou Bega - This is Ska (Klaas Remix)
- Klaas & Bodybangers - Freak (Klaas Remix)
- Jessy Matador - Bomba (Klaas Club Mix)
- Example - Kickstarts (Klaas Mix)
- Stromae - House'llujah (Klaas Remix)
- Menyo - Follow Your Heart (Klaas remix)
- Jasper Forks - River Flows In You (Klaas Radio Mix)
- Safri Duo - Helele (Klaas Mix)
- Culcha Candela – Somma im Kiez (Klaas Remix)
- Reel 2 Real – I Like to Move It 2010 (Klaas Remix)
- Greg Cerrone – Invincible (Klaas Remix)
- Attack Attack – Set The Sun (Klaas Remix)
- Michael Mind – Ride Like The Wind (Klaas Remix)
- Global Deejays – Everybody's Free (Klaas Remix)
- Antoine Clamaran & Mario Ochoa – Give Some Love (Klaas Remix)
- Micha Moor – Space (Klaas Club Mix)
- Micha Moor – Space (Klaas Bigrooom Mix)
- Eddie Thoneick – Together As One (Klaas Remix)
- Patrick Bryce – Papercut (Klaas & Micha moor Remix)
- Chrissi D! – Don't you feel (Klaas Remix)
- DJ Aston Martinez – You Wanna (Klaas Remix)
- Erik Decks – Wild Obsession Theme (Klaas Remix)
- DJ Shumilin - Roller Head (Klaas Remix)
- No Angels – Goodbye To Yesterday (Klaas Remix)
- DJ Antoine - This time (Klaas Remix)
- Greg Cerrone – Pilling me (Klaas Remix)
- John Morley – Naughty (Klaas Remix)
- I'm A Finn Vs Klaas – I Love You (Klaas Remix)
- The Freelance Hellraiser – Weightlessness (Klaas Remix)
- Lissat & Voltaxx – Young and beautiful (Klaas & Micha Moor Remix)
- Spinning Elements – Freak (Klaas Remix)
- Dr. Kucho & Gregor Salto – Can't Stop Playing
- Fragma – Memory (Klaas Remix)
- Danny S – Keep Me Hanging On (Klaas Remix)
- Jean Elan – Where's Your Head At ? (Klaas Remix)
- Guru Josh Project – Infinity 2008 (Klaas Remix)
- Dimitri Vegas & Like Mike feat. Wolfpack – Ocarina (Klaas & Mazza Remix)